# Augusto Carlos da Silva Teles
Augusto Carlos da Silva Teles (São Paulo, 24 de outubro de 1851 – 14 de novembro de 1923) foi um engenheiro, empresário e político brasileiro
Augusto Teles era o pai de Gofredo Teixeira da Silva Teles, ex-prefeito de São Paulo.

## Biografia
Nasceu Augusto Carlos da Silva Telles (grafia de época) na cidade de São Paulo no ano de 1851 e seus pais foram o Dr. João Carlos da Silva Telles e dona Fortunata Rangel da Silva Telles. Iniciou o curso de Direito na Faculdade do Largo São Francisco, mas o gosto pela engenharia fez com que trocasse de curso e cidade e em 1878 diplomou-se em engenharia civil e mecânica na Escola Politécnica do Rio de Janeiro, permanecendo nesta escola, agora como professor, por mais alguns anos e paralelamente, trabalhou no projeto de uma máquina de secar café. Ao concluir a máquina e obter seus direitos, transfere-se para a Europa e lá complementa o mecanismo industrialmente e comercialmente com o nome de Taunay-Telles.
Augusto também foi professor catedrático na Escola Politécnica de São Paulo, engenheiro da cidade de Santos, diretor de obras da então capital federal entre 1897 e 1898 e vereador da capital paulista entre 1905 e 1911. Neste cargo, preocupou-se com o melhoramento urbanístico do centro da cidade e foi o autor do projeto (indicação n° 147 de 15 de setembro de 1906) que solicitava várias obras no entorno do Vale do Anhangabaú. Este projeto é descrito em minúcias no livro "Os Melhoramentos de São Paulo", de 1906 escrito pelo próprio Augusto Teles. Tanto o projeto como o livro foram amplamente debatidos ao longo de anos até a execução do Plano Bouvard em 1911 e finalmente executado entre 1911 e 1917.
A sua vida pública incluiu a presidência da Sociedade Paulista de Agricultura e o mesmo cargo na Associação Comercial de São Paulo. Na ACSP assumiu em 25 de janeiro de 1906 e quatro meses depois, em 27 de maio, solicitou o seu afastamento, por divergências internas decorrentes de uma greve deflagrada pelos operários da Companhia Paulista de Estradas de Ferro, uma das primeiras greves do estado e que estava prejudicando todo o comércio local. Foi substituído por João Zeferino Ferreira Veloso.
Silva Teles faleceu em 14 de novembro de 1923, aos 72 anos.
Seu filho, Gofredo Teixeira da Silva Teles, assumiria a prefeitura da sua cidade natal em 1932.
A "Rua Silva Teles", localizada no Brás, é uma homenagem a biografia do engenheiro e empresário Augusto Carlos da Silva Teles.